# ماری، استرالیای جنوبی
ماری، استرالیای جنوبی (انگلیسی: Marree, South Australia) شهر کوچکی در شمال استرالیای جنوبی است. این شهر در ۶۸۵ کیلومتری شمال آدلاید قرار دارد.
این شهر اولین مسجد استرالیا را در خود دارد که توسط ساربانان افغان ساخته شده‌است.
امروز شهر به دو قسمت تقسیم شده، قسمتی برای سفیدپوستان و قسمتی برای افغان‌ها و مردمان بومی.